# Олейниково (Астраханская область)
Олейниково — посёлок при одноимённой железнодорожной станции в Лиманском районе Астраханской области России, в составе Промысловского сельсовета. Посёлок расположен на крайнем юго-западе Лиманского района, на границе с Калмыкией, в 25 км к западу от села Промысловка.

## История
Посёлок возник в связи со строительством железнодорожной линии Кизляр - Астрахань в 1941-1943 годах. Станция Олейниково впервые обозначена на американской карте окрестностей Астрахани 1943 года

## Население
| 2002 | 2010 | 2011 |
| ---- | ---- | ---- |
| 68   | ↘26  | ↗33  |